# Независимые депутаты Европейского парламента
Независимые депутаты (фр. non-inscrits, сокр. NI, англ. Non-Attached Members, сокр. NA) — депутаты Европейского парламента, которые не входят ни в какие фракции или депутатские группы. Как правило, это депутаты — члены радикальных движений. После выборов 2009 года почти все независимые представляют ультраправые националистические партии.
По правилам Европарламента для образования фракции необходимо 25 депутатов из 7 стран.

## Состав (2009)
- Партия свободы (Нидерланды) — 4
- Лист Мартина (Австрия) — 3
- «За лучшую Венгрию» — 3
- Национальный фронт (Франция) — 3
- «Великая Румыния» — 3
- Христианские демократы Румынии — 3
- Атака (Болгария) — 2
- Британская национальная партия — 2
- Партия свободы (Австрия) — 1
- Фламандский интерес (Бельгия) — 1
- «Союз, прогресс, демократия» (Испания) — 1